# Ennealophus
Ennealophus  es un género de plantas herbáceas, perennes y bulbosas de la familia de las iridáceas. Está integrado por cinco especies que se distribuyen desde Ecuador hasta el norte de  Brasil y el norte de Argentina.

## Taxonomía
El género fue descrito por Nicholas Edward Brown y publicado en Bulletin of Miscellaneous Information Kew 1909: 361. 1909.
Etimología
Ennealophus: nombre genérico que deriva de las palabras griegas ennea  que significa "nueve", y lophus que significa "cresta".

## Especies
Las especies del género, su cita válida y distribución geográfica se listan a continuación:
- Ennealophus boliviensis (Baker) Ravenna, Notas Mens. Mus. Nac. Hist. Nat. (Chile) 21: 8 (1977). Bolivia.
- Ennealophus euryandrus (Griseb.) Ravenna, Anales Mus. Hist. Nat. Valparaíso 6: 42 (1973). Noroeste de Argentina.
- Ennealophus fimbriatus Ravenna, Wrightia 7: 232 (1983). Noroeste de Argentina.
- Ennealophus foliosus (Kunth) Ravenna, Notas Mens. Mus. Nac. Hist. Nat. (Chile) 21: 8 (1977). Ecuador a Perú y norte de Brasil.
- Ennealophus simplex (Ravenna) Roitman & J.A.Castillo, Darwiniana 45: 238 (2007). Norte de Argentina (Jujuy, Tucumán). Es sinónimo de Tucma simplex Ravenna.